# Artur Majakovics Juszupov
Artur Majakovics Juszupov (németül Artur Jussupow, Moszkva, 1960. február 13. –) német (korábban szovjet) sakkozó, nagymester, sakkíró.

## Sakkozói pályája
Hatéves korában tanult meg sakkozni és a moszkvai Ifjú Úttörők Palotájában tanulta a játékot. 1977-ben megnyerte a 20 év alattiak számára rendezett junior sakkvilágbajnokságot és nemzetközi mesteri címet szerzett. 1979-ben Jefim Geller mögött második helyen végzett a nagyon erős szovjet sakkbajnokságban. 1980-ban nagymester lett.
A következő évtizedben fontos sakktornákon végzett az élen. 1980-ban megnyerte az esbjergi versenyt, 1982-ben Jerevánban győzött, 1983-ban Linaresben holtversenyben a negyedik, az 1985-ös tuniszi zónaközi versenyen első, az 1985-ös montpellier-i tornán holtversenyben az első és 1988-ban Linaresben tornagyőztes.
Juszupov háromszor jutott a világbajnokjelöltek tornája elődöntőjébe: 1986-ban Andrej Szokolov, 1989-ben Anatolij Karpov, 1992-ben Jan Timman győzte le az elődöntőben.
Az 1990-es évek elején egyszer hazatérve betörőket kapott rajta az otthonában, dulakodás tört ki, Juszupovot meglőtték, és csak szerencsével maradt életben. Röviddel ezután úgy döntött, Németországba költözik. Azóta ott él.

## Megjelent művei
- Yusupov, Artur. Build Up Your Chess with Artur Yusupov: The Fundamentals. Quality Chess (2007). ISBN 978-1-906552-01-5
- Yusupov, Artur. Build Up Your Chess with Artur Yusupov: Beyond the Basics. Quality Chess (2008). ISBN 978-1-906552-10-7
- Dvoretsky, Mark, Yusupov, Artur. Secrets of Chess Training. Olms. ISBN 978-3-283-00515-3
- Mark Dvoretsky, Artur Yusupov. Secrets of Opening Preparation. Olms. ISBN 978-3-283-00516-0
- Mark Dvoretsky, Artur Yusupov. Secrets of Endgame Technique. Olms (2008). ISBN 978-3-283-00517-7
- Mark Dvoretsky, Artur Yusupov. Secrets of Positional Play. Olms. ISBN 978-3-283-00518-4
- Mark Dvoretsky, Artur Yusupov. Secrets of Creative Thinking. Olms. ISBN 978-3-283-00519-1